# Кривањ (Дјетва)
Кривањ (слч. Kriváň) насељено је мјесто са административним статусом сеоске општине (слч. obec) у округу Дјетва, у Банскобистричком крају, Словачка Република.

## Становништво
| Година:    | 1994. | 2004.   | 2014.   | 2024.   |
| ---------- | ----- | ------- | ------- | ------- |
| Број људи: | 1638  | 1709    | 1689    | 1739    |
| Разлика:   |       | +4,33 % | -1,17 % | +2,96 % |

| Година:    | 2023. | 2024.   |
| ---------- | ----- | ------- |
| Број људи: | 1727  | 1739    |
| Разлика:   |       | +0,69 % |

Према подацима о броју становника из 2011. године насеље је имало 1.697 становника.